# Andrea Carandini

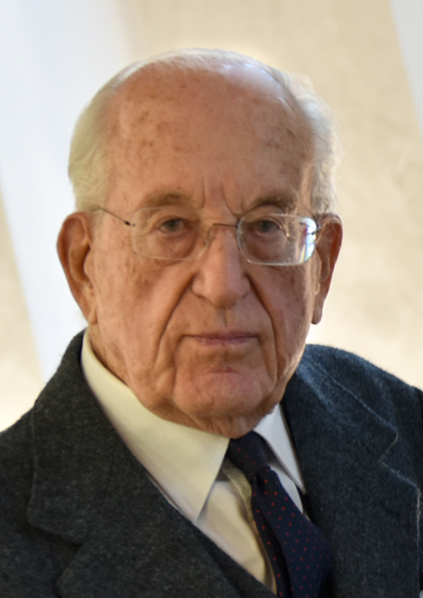
2022.

Andrea Carandini (Roma, 3 de noviembre de 1937) es un arqueólogo y noble italiano. Es conocido por el descubrimiento en Roma, durante las excavaciones en la ladera norte de las colinas del Palatino, de los restos de una fortificación que fue parte del circuito de muros defensivos que habrían rodeado las colinas en el siglo VIII a. C.. La datación de este descubrimiento, si es correcta, sería particularmente importante para la reconstrucción de la primera fase de la ciudad de Roma de acuerdo a los documentos de la leyenda sobre los hechos de la fundación y de la época. Rómulo y Remo son, de hecho, situados  cronológicamente por las fuentes aproximadamente a mediados del siglo VIII a. C.